# Между нами горы
«Между нами горы» (англ. The Mountain Between Us) — американская приключенческая драма режиссёра Хани Абу-Ассада, экранизация одноимённой книги Чарльза Мартина. Мировая премьера фильма состоялась 9 сентября 2017 года на Международном кинофестивале в Торонто.

## Сюжет
Врач Бен Басс и журналистка Алекс Мартин нанимают небольшой самолёт для полёта из Айдахо в Денвер, так как обычные рейсы отменены из-за непогоды. Она спешит на собственную свадьбу в Нью-Йорке, а он — проводить операцию в Балтиморе. Когда они пролетают над горами, у пилота случается приступ, и самолёт падает. Бен, Алекс и собака пилота выживают в крушении, но у Алекс сломана нога. Бен предлагает ждать помощи внутри самолёта, у них есть немного еды, укрытие и горючее для костра. Он поднимается на вершину горы чтобы осмотреть окрестности и на обратном пути чуть не срывается в пропасть. Самолёт тем временем находит пума, Алекс стреляет в неё сигнальной ракетой. Через неделю после крушения Алекс настаивает, что необходимо перестать ждать спасения и спуститься в долину. Хотя Бен против, она выбирается из самолёта, пока он спит, и уходит одна. Бен вскоре догоняет её, и они медленно спускаются до уровня деревьев. После нескольких дней пути, они находят пустой охотничий домик. Около него Алекс проваливается под лёд на озере, но Бен спасает её. Так как она очень слаба и обезвожена, он делает ей капельницу из того, что может найти в домике. Они восстанавливаются несколько дней и сближаются. Хотя Алекс все ещё тяжело идти, они начинают путь дальше. Когда они оба уже почти сдаются и засыпают в снегу, собака будит Бена, и он видит лесопилку вдали. Они спешат в том направлении, но по пути Бен попадает в капкан. Алекс из последних сил находит помощь. В больнице Бен приходит к Алекс, но к ней уже приехал её жених.
Алекс и Бен возвращаются к своим жизням. Бен забирает собаку и уезжает в Лондон. Алекс пытается связаться с Беном, но он её игнорирует. Она посылает ему фотографии, которые сделала в горах, и он решает связаться с ней. Во время встречи оказывается, что Алекс отменила свадьбу. И хотя сначала она говорит, что их время упущено, после краткого расставания Алекс и Бен решают воссоединиться.

## В ролях
| Актёр          | Роль                   |
| -------------- | ---------------------- |
| Идрис Эльба    | Бен Басс               |
| Кейт Уинслет   | Алекс Мартин           |
| Дермот Малруни | Марк, жених Алекс      |
| Бо Бриджес     | Уолтер, пилот самолёта |

## Производство
Проект был впервые разработан в январе 2012 года режиссёром Херардо Наранхо, который назначил сценаристом фильма Дж. Миллс Гудло. В августе 2012 года Скотт Фрэнк был нанят, чтобы переписать сценарий. В ноябре 2014 года Хани Абу-Ассад заменил Наранхо в качестве режиссёра фильма. Позже Крис Вайц был нанят, чтобы снова переписать сценарий.

### Кастинг
В актёрском составе проходили частые изменения. В марте 2012 года было объявлено, что Майкл Фассбендер сыграет роль Басса, но в сентябре 2014 он выбыл из проекта, а на его замену пришёл Чарли Ханнэм. Марго Робби была выбрана на роль Алекс, но в ноябре 2014 года она также отказалась от участия в проекте, а на роль Алекс стала претендовать Розамунд Пайк. В декабре 2015 и Ханнэм, и Пайк отказались от участия в фильме.
В феврале 2016 Идрис Эльба присоединился к актёрскому составу, а в июне — Кейт Уинслет. В начале февраля 2017 Дермот Малруни был выбран на роль жениха Алекс.

## Прокат
Выход в кинотеатрах Гонконга, России и Словакии состоялся 5 октября 2017 года, в Великобритании, США и Мексике — 6 октября 2017 года, в Аргентине, Греции и Перу — 19 октября 2017 года.

## Критика
Фильм получил смешанные отзывы кинокритиков. На сайте Rotten Tomatoes фильм имеет рейтинг 40 % на основе 151 рецензии со средним баллом 5,2 из 10. На сайте Metacritic фильм имеет оценку 48 из 100 на основе 37 рецензий критиков, что соответствует статусу «смешанные или средние отзывы». На сайте CinemaScore зрители дали фильму оценку A-, по шкале от A+ до F.